# Miguel Paleólogo
Miguel Paleólogo (en griego: Μιχαήλ Παλαιολόγος; fallecido en 1376 o 1377) era el hijo del emperador bizantino Juan V Paleólogo, gobernador de Mesembria y pretendiente al Imperio de Trebisonda.
Poco es conocido de la vida de Miguel. Nació algún momento después de 1351, como el tercer hijo de Juan V y su esposa, Helena Cantacucena. Se casó con una princesa búlgara, hija de Dobrotitsa, y recibió el título de déspota en una fecha desconocida.
En 1366, Miguel acompañó a su padre en su visita a Buda, la capital del Reino de Hungría, donde buscó ayuda contra los turcos otomanos. Alrededor de 1371 fue gobernador del puerto de Mesembria en la costa del Mar Negro de Tracia. En noviembre de 1373, fue a Trebisonda, donde trató de forzar la deposición del emperador de Trebisonda, Alejo III. Su empresa falló, y se vio obligado a navegar de regreso después de cinco días. Fue asesinado en 1376 o 1377 por su cuñado, Terter.